# إرفينغ فيش
إرفينغ فيش (بالإنجليزية: Irving Fish)‏ هو عسكري أمريكي، ولد في 25 أغسطس 1881، وتوفي في 22 أبريل 1948.